# Edouard Huber

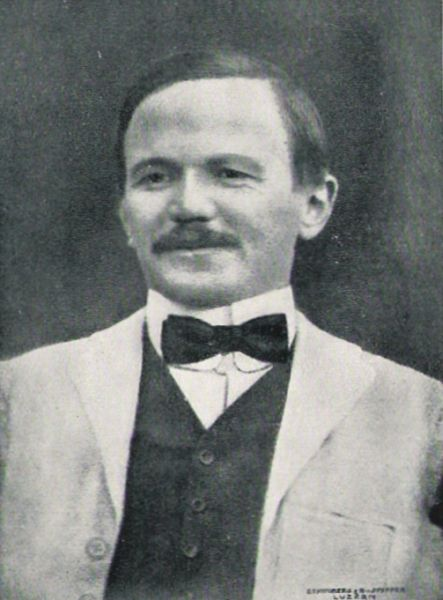
Eduard Huber, Aufnahme von 1913

Édouard Huber, eigentlich Eduard Huber (* 12. August 1879 in Grosswangen, Schweiz; † 6. Januar 1914 in Vĩnh Long, Vietnam), war ein Schweizer Sprachengelehrter, Archäologe, Sinologe und Indochinaforscher. Er war Professor für indochinesische Philologie in Hanoi und ab 1912 französischer Staatsbürger.

## Leben
Eduard Huber wurde am 12. August 1879 in Grosswangen geboren. Sein Vater Anton Huber war Ziegeleibesitzer und Wirt des Restaurants Krone, seine Mutter hiess ledig Mathilde Vogel. Eduard Huber verlor bereits in jungen Jahren bei einem Unfall in der Ziegelhütte seinen linken Arm. Er besuchte die Primar- und Sekundarschule in Grosswangen, die Mittelschule in Willisau und anschliessend die Kantonsschule in Solothurn, an der er als 17-Jähriger das beste Maturitätszeugnis seines Jahrgangs erhielt. Bereits zu dieser Zeit hatte er Kenntnisse in Hebräisch, Chaldäisch, und Sanskrit, die ihm durch Chorherr Johann Baptist Schibenegg vermittelt worden waren.
Huber schrieb sich danach für seine vierjährige Studienzeit an der Sorbonne in Paris ein, an der er Vorlesungen in Sanskrit, Zend (Altpersisch), Russisch, Japanisch, Chinesisch sowie zur hinduistischen und buddhistischen Literaturgeschichte belegte. In dieser Zeit fiel er als begabter Übersetzer auf und wurde enger Mitarbeiter der Professoren Sylvain Lévi und Édouard Chavannes.
Bereits mit 22 Jahren hätte Huber aus fachlicher Sicht eine Professur für chinesische Sprache oder buddhistische Literatur besetzen können, entschied sich jedoch für ein Angebot, als wissenschaftlicher Mitarbeiter an der École française d’Extrême-Orient in Saigon (ab 1902 in Hanoi) zu arbeiten. Dort war er von 1901 bis 1905 für die Ausbildung der klassischen buddhistischen Sprachen, den Aufbau der Bibliothek und für Ausgrabungen zuständig. Am 20. Juli 1905 wurde Huber zum Direktor der Abteilung China und Indochina ernannt.
In den zwölf Jahren in Indochina unternahm er grössere Forschungsreisen, die ihn nach Kambodscha, Laos, Thailand, Burma, China, Korea und Japan führten. Auf diesen Reisen betrieb er Feldforschung, führte Ausgrabungen durch und kaufte zudem Kunstschätze und Bücher für die Bibliothek.
Nebst den bereits erwähnten und den gängigen europäischen Sprachen eignete er sich unter anderem noch Arabisch, Burmesisch, Tibetanisch, vietnamesisch, Thailändisch, Kambodschanisch, Pali und verschiedene Dialekte an. Schliesslich beherrschte Huber mehr als 30 verschiedene Sprachen.
Durch diese Vielsprachigkeit war Huber bestens für sein Fachgebiet der vergleichenden buddhistischen Literaturgeschichte qualifiziert. Allein seine innert fünf Jahren angefertigten Standardübersetzungen wichtiger buddhistischer Texte hätten durchaus den Umfang eines Lebenswerkes. Solche Übersetzungen sowie andere gesammelte Materialien hinterliess Huber der Sorbonne, die unter anderem dadurch nach Kioto zum zweitwichtigsten Zentrum der Buddhismusforschung wurde.
Ab 1912 übernahm Huber für einige Zeit die Lehrtätigkeit seines Professors in Paris, bevor er 1913 wieder in den fernen Osten reiste. Eduard Huber starb 1914 im Krankenhaus von Vĩnh Long an den Folgen eines „bösartigen Fieberanfalls“.